# Namibisch voetbalelftal (mannen)

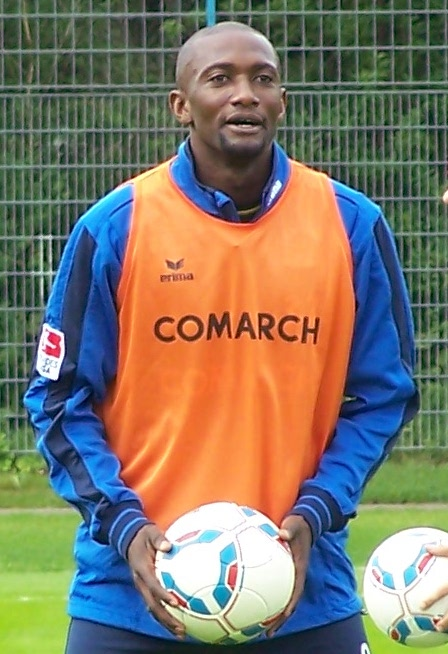
Collin Benjamin speler (1999–2012)

Het Namibisch voetbalelftal is een team van voetballers dat Namibië vertegenwoordigt bij internationale wedstrijden zoals de (kwalificatie)wedstrijden voor het WK en de Afrika Cup.
De Namibia Football Association werd in 1990 opgericht, in het jaar dat het land onafhankelijk werd, en is aangesloten bij de COSAFA, de CAF en de FIFA (sinds 1992). Het Namibisch voetbalelftal behaalde in november 1996 met de 68e plaats de hoogste positie op de FIFA-wereldranglijst, in juli 2006 werd met de 167e plaats de laagste positie bereikt.
Namibië speelde zijn eerste internationale wedstrijd onder de naam Zuidwest-Afrika op 16 mei 1989, toen op eigen veld met 1-0 werd verloren van buurland Angola. Dat duel is niet officieel erkend door de FIFA. Op 23 maart 1990, twee dagen nadat de onafhankelijkheid van Zuid-Afrika was uitgeroepen, was Namibië gastheer van een vriendschappelijke wedstrijd tegen Zimbabwe, die het land met 5-1 verloor. Later dat jaar, op 7 juni, werd eveneens verloren, ditmaal van Mauritius.
Namibiës allereerste uitwedstrijden werden gespeeld in Lesotho, waar het land op 1 augustus 1992 met 2-0 verloor van de gastheren. Een dag later eindigde dezelfde wedstrijd in een 2-2 gelijkspel. Op 17 mei 1998 speelde Namibië de eerste wedstrijd buiten het continent Afrika en tegen een niet-Afrikaanse tegenstander, te weten Saoedi-Arabië dat met 2-1 won in een vriendschappelijke wedstrijd die werd gespeeld in Frankrijk.

## Deelnames aan internationale toernooien

### Wereldkampioenschap
Op 11 oktober 1992 speelde Namibië voor het eerst een kwalificatiewedstrijd voor het wereldkampioenschap voetbal. Het land kwam in een poule terecht met Zambia en Madagaskar. Die eerste wedstrijd was in Antananarivo tegen Madagaskar en werd verloren met 0–3. Ook de andere wedstrijden werden verloren en Namibië werd laatste zonder een goal te scoren. Voor het toernooi van 1998 werd wel gescoord. Eerst in de wedstrijd tegen Egypte (1–7). Tegen Liberia werd voor het eerst een wedstrijd gelijk gespeeld (0–0) en ook werd tegen Liberia de eerste overwinning geboekt (2–1). Voor het toernooi van 2018 kwam Namibië de eerste ronde door. In twee wedstrijden was het beter dan Gambia. In de tweede ronde werden echter beide wedstrijden tegen Guinee verloren.
| Wereldkampioenschap voetbal overzicht | Wereldkampioenschap voetbal overzicht | Wereldkampioenschap voetbal overzicht | Wereldkampioenschap voetbal overzicht | Wereldkampioenschap voetbal overzicht | Wereldkampioenschap voetbal overzicht | Wereldkampioenschap voetbal overzicht | Wereldkampioenschap voetbal overzicht | Wereldkampioenschap voetbal overzicht |
| Jaar                                  | Ronde                                 | Wed.                                  | W                                     | G                                     | V                                     | DV                                    | DT                                    |                                       |
| ------------------------------------- | ------------------------------------- | ------------------------------------- | ------------------------------------- | ------------------------------------- | ------------------------------------- | ------------------------------------- | ------------------------------------- | ------------------------------------- |
| 1994                                  | Niet gekwalificeerd                   | Niet gekwalificeerd                   | Niet gekwalificeerd                   | Niet gekwalificeerd                   | Niet gekwalificeerd                   | Niet gekwalificeerd                   | Niet gekwalificeerd                   | Niet gekwalificeerd                   |
| 1998                                  | Niet gekwalificeerd                   | Niet gekwalificeerd                   | Niet gekwalificeerd                   | Niet gekwalificeerd                   | Niet gekwalificeerd                   | Niet gekwalificeerd                   | Niet gekwalificeerd                   | Niet gekwalificeerd                   |
| 2002                                  | Niet gekwalificeerd                   | Niet gekwalificeerd                   | Niet gekwalificeerd                   | Niet gekwalificeerd                   | Niet gekwalificeerd                   | Niet gekwalificeerd                   | Niet gekwalificeerd                   | Niet gekwalificeerd                   |
| 2006                                  | Niet gekwalificeerd                   | Niet gekwalificeerd                   | Niet gekwalificeerd                   | Niet gekwalificeerd                   | Niet gekwalificeerd                   | Niet gekwalificeerd                   | Niet gekwalificeerd                   | Niet gekwalificeerd                   |
| 2010                                  | Niet gekwalificeerd                   | Niet gekwalificeerd                   | Niet gekwalificeerd                   | Niet gekwalificeerd                   | Niet gekwalificeerd                   | Niet gekwalificeerd                   | Niet gekwalificeerd                   | Niet gekwalificeerd                   |
| 2014                                  | Niet gekwalificeerd                   | Niet gekwalificeerd                   | Niet gekwalificeerd                   | Niet gekwalificeerd                   | Niet gekwalificeerd                   | Niet gekwalificeerd                   | Niet gekwalificeerd                   | Niet gekwalificeerd                   |
| 2018                                  | Niet gekwalificeerd                   | Niet gekwalificeerd                   | Niet gekwalificeerd                   | Niet gekwalificeerd                   | Niet gekwalificeerd                   | Niet gekwalificeerd                   | Niet gekwalificeerd                   | Niet gekwalificeerd                   |
| 2022                                  | Niet gekwalificeerd                   | Niet gekwalificeerd                   | Niet gekwalificeerd                   | Niet gekwalificeerd                   | Niet gekwalificeerd                   | Niet gekwalificeerd                   | Niet gekwalificeerd                   | Niet gekwalificeerd                   |
| 2026                                  | kwalificatie                          | kwalificatie                          | kwalificatie                          | kwalificatie                          | kwalificatie                          | kwalificatie                          | kwalificatie                          | kwalificatie                          |

### Afrika Cup
Op 4 september 1994 speelt Namibië zijn eerste kwalificatiewedstrijd voor de Afrika Cup. In Luando wordt van Angola verloren met 0–2. Op 15 oktober van datzelfde jaar wordt wel gewonnen van Mali (2–1). Namibië eindigt vijfde in de poule, alleen boven Botswana. Twee jaar later kwalificeert Namibië zich voor het toernooi van 1998 in Burkina Faso. In een poule met Kameroen, Gabon en Kenia eindigt het land tweede en kwalificeert zich daarmee voor het hoofdtoernooi. Op dat hoofdtoernooi speelt Namibië eerst tegen Ivoorkust en verliest met 3–4. Tegen Angola wordt gelijkgespeeld (3–3) en tegen Zuid-Afrika ook verloren (1–4). Tien jaar later kwalificeert Namibië zich voor de tweede keer. Ook dit keer wordt het laatste in de poule. De wedstrijden op dat toernooi worden gespeeld tegen Marokko (1–5), Ghana (0–1) en Guinee (1–1).
| Afrika Cup overzicht | Afrika Cup overzicht | Afrika Cup overzicht | Afrika Cup overzicht | Afrika Cup overzicht | Afrika Cup overzicht | Afrika Cup overzicht | Afrika Cup overzicht | Afrika Cup overzicht |
| Jaar                 | Ronde                | Wed.                 | W                    | G                    | V                    | DV                   | DT                   | Kwal                 |
| -------------------- | -------------------- | -------------------- | -------------------- | -------------------- | -------------------- | -------------------- | -------------------- | -------------------- |
| 1996                 | Niet gekwalificeerd  | Niet gekwalificeerd  | Niet gekwalificeerd  | Niet gekwalificeerd  | Niet gekwalificeerd  | Niet gekwalificeerd  | Niet gekwalificeerd  | Niet gekwalificeerd  |
| 1998                 | Groepsfase           | 3                    | 0                    | 1                    | 2                    | 7                    | 11                   | (Kwal.)              |
| 2000                 | Niet gekwalificeerd  | Niet gekwalificeerd  | Niet gekwalificeerd  | Niet gekwalificeerd  | Niet gekwalificeerd  | Niet gekwalificeerd  | Niet gekwalificeerd  | Niet gekwalificeerd  |
| 2002                 | Niet gekwalificeerd  | Niet gekwalificeerd  | Niet gekwalificeerd  | Niet gekwalificeerd  | Niet gekwalificeerd  | Niet gekwalificeerd  | Niet gekwalificeerd  | Niet gekwalificeerd  |
| 2004                 | Niet gekwalificeerd  | Niet gekwalificeerd  | Niet gekwalificeerd  | Niet gekwalificeerd  | Niet gekwalificeerd  | Niet gekwalificeerd  | Niet gekwalificeerd  | Niet gekwalificeerd  |
| 2006                 | Niet gekwalificeerd  | Niet gekwalificeerd  | Niet gekwalificeerd  | Niet gekwalificeerd  | Niet gekwalificeerd  | Niet gekwalificeerd  | Niet gekwalificeerd  | Niet gekwalificeerd  |
| 2008                 | Groepsfase           | 3                    | 0                    | 1                    | 2                    | 2                    | 7                    | (Kwal.)              |
| 2010                 | Niet gekwalificeerd  | Niet gekwalificeerd  | Niet gekwalificeerd  | Niet gekwalificeerd  | Niet gekwalificeerd  | Niet gekwalificeerd  | Niet gekwalificeerd  | Niet gekwalificeerd  |
| 2012                 | Niet gekwalificeerd  | Niet gekwalificeerd  | Niet gekwalificeerd  | Niet gekwalificeerd  | Niet gekwalificeerd  | Niet gekwalificeerd  | Niet gekwalificeerd  | Niet gekwalificeerd  |
| 2013                 | Niet gekwalificeerd  | Niet gekwalificeerd  | Niet gekwalificeerd  | Niet gekwalificeerd  | Niet gekwalificeerd  | Niet gekwalificeerd  | Niet gekwalificeerd  | Niet gekwalificeerd  |
| 2015                 | Niet gekwalificeerd  | Niet gekwalificeerd  | Niet gekwalificeerd  | Niet gekwalificeerd  | Niet gekwalificeerd  | Niet gekwalificeerd  | Niet gekwalificeerd  | Niet gekwalificeerd  |
| 2017                 | Niet gekwalificeerd  | Niet gekwalificeerd  | Niet gekwalificeerd  | Niet gekwalificeerd  | Niet gekwalificeerd  | Niet gekwalificeerd  | Niet gekwalificeerd  | Niet gekwalificeerd  |
| 2019                 | Groepsfase           | 3                    | 0                    | 0                    | 3                    | 1                    | 6                    | (Kwal.)              |
| 2021                 | Niet gekwalificeerd  | Niet gekwalificeerd  | Niet gekwalificeerd  | Niet gekwalificeerd  | Niet gekwalificeerd  | Niet gekwalificeerd  | Niet gekwalificeerd  | Niet gekwalificeerd  |
| 2023                 | Achtste finale       | 4                    | 1                    | 1                    | 2                    | 1                    | 7                    | (Kwal.)              |
| 2025                 | Niet gekwalificeerd  | Niet gekwalificeerd  | Niet gekwalificeerd  | Niet gekwalificeerd  | Niet gekwalificeerd  | Niet gekwalificeerd  | Niet gekwalificeerd  | Niet gekwalificeerd  |

### African Championship of Nations
Bij de African Championship of Nations mogen de landen alleen spelers uit de eigen competitie opstellen.
| African Championship of Nations overzicht | African Championship of Nations overzicht | African Championship of Nations overzicht | African Championship of Nations overzicht | African Championship of Nations overzicht | African Championship of Nations overzicht | African Championship of Nations overzicht | African Championship of Nations overzicht | African Championship of Nations overzicht |
| Jaar                                      | Ronde                                     | Wed.                                      | W                                         | G                                         | V                                         | DV                                        | DT                                        | Kwal                                      |
| ----------------------------------------- | ----------------------------------------- | ----------------------------------------- | ----------------------------------------- | ----------------------------------------- | ----------------------------------------- | ----------------------------------------- | ----------------------------------------- | ----------------------------------------- |
| 2009                                      | Niet gekwalificeerd                       | Niet gekwalificeerd                       | Niet gekwalificeerd                       | Niet gekwalificeerd                       | Niet gekwalificeerd                       | Niet gekwalificeerd                       | Niet gekwalificeerd                       | Niet gekwalificeerd                       |
| 2011                                      | Niet gekwalificeerd                       | Niet gekwalificeerd                       | Niet gekwalificeerd                       | Niet gekwalificeerd                       | Niet gekwalificeerd                       | Niet gekwalificeerd                       | Niet gekwalificeerd                       | Niet gekwalificeerd                       |
| 2014                                      | Niet gekwalificeerd                       | Niet gekwalificeerd                       | Niet gekwalificeerd                       | Niet gekwalificeerd                       | Niet gekwalificeerd                       | Niet gekwalificeerd                       | Niet gekwalificeerd                       | Niet gekwalificeerd                       |
| 2016                                      | Niet gekwalificeerd                       | Niet gekwalificeerd                       | Niet gekwalificeerd                       | Niet gekwalificeerd                       | Niet gekwalificeerd                       | Niet gekwalificeerd                       | Niet gekwalificeerd                       | Niet gekwalificeerd                       |
| 2018                                      | Kwartfinale                               | 4                                         | 2                                         | 1                                         | 1                                         | 3                                         | 3                                         | (Kwal.)                                   |
| 2020                                      | Groepsfase                                | 3                                         | 0                                         | 1                                         | 2                                         | 0                                         | 4                                         | (Kwal.)                                   |

### COSAFA Cup
In 1997 en 1999 wordt Namibië twee keer tweede op het toernooi om de COSAFA Cup. In 1997 was het hoofdtoernooi een competitie waarin de landen allemaal 1 keer tegen elkaar spelen. Namibië moet alleen Zambia boven zich laten, de kampioen van dat toernooi. Overigens wint het alleen van Malawi omdat alle andere wedstrijden gelijk eindigen. Twee jaar later speelde Namibië drie keer achter met gelijk. Drie keer dezelfde uitslag ook (1–1). In de voorronde worden de strafschoppen die volgen na het gelijke spel beter genomen dan Malawi. In de kwartfinale wordt de strafschoppenserie gewonnen van Zuid-Afrika en in de halve finale van Swaziland. In de finale wordt ook met 1–1 gelijkgespeeld, maar door het eerder verlies in de uitwedstrijd wint Angola dat toernooi. In 2015 bereikt Namibië weer de finale. Dit keer wint het land het toernooi. In de finale wordt Mozambique verslagen met 2–0 door twee goals van Deon Hotto. In 2016 is Namibië gastland. 
| COSAFA Cup overzicht | COSAFA Cup overzicht | COSAFA Cup overzicht | COSAFA Cup overzicht | COSAFA Cup overzicht | COSAFA Cup overzicht | COSAFA Cup overzicht | COSAFA Cup overzicht | COSAFA Cup overzicht |
| Jaar                 | Ronde                | Wed.                 | W                    | G                    | V                    | DV                   | DT                   |                      |
| -------------------- | -------------------- | -------------------- | -------------------- | -------------------- | -------------------- | -------------------- | -------------------- | -------------------- |
| 1997                 | Tweede               | 5                    | 2                    | 3                    | 0                    | 8                    | 4                    |                      |
| 1998                 | Vierde               | 5                    | 2                    | 2                    | 1                    | 9                    | 10                   |                      |
| 1999                 | Tweede               | 6                    | 0                    | 4                    | 2                    | 4                    | 6                    |                      |
| 2000                 | Kwartfinale          | 1                    | 0                    | 0                    | 1                    | 2                    | 3                    |                      |
| 2001                 | Voorronde            | 1                    | 0                    | 0                    | 1                    | 0                    | 1                    |                      |
| 2002                 | Voorronde            | 1                    | 0                    | 0                    | 1                    | 1                    | 2                    |                      |
| 2003                 | Voorronde            | 1                    | 0                    | 0                    | 1                    | 0                    | 1                    |                      |
| 2004                 | Voorronde            | 1                    | 0                    | 0                    | 1                    | 1                    | 2                    |                      |
| 2005                 | Groepsfase           | 1                    | 0                    | 1                    | 0                    | 1                    | 1                    |                      |
| 2006                 | Groepsfase           | 2                    | 0                    | 1                    | 1                    | 3                    | 4                    |                      |
| 2007                 | Groepsfase           | 2                    | 1                    | 0                    | 1                    | 3                    | 3                    |                      |
| 2008                 | Kwartfinale          | 4                    | 2                    | 1                    | 1                    | 5                    | 2                    |                      |
| 2009                 | Kwartfinale          | 1                    | 0                    | 0                    | 1                    | 0                    | 1                    |                      |
| 2013                 | Kwartfinale          | 4                    | 2                    | 0                    | 2                    | 7                    | 6                    |                      |
| 2015                 | Kampioen             | 6                    | 4                    | 2                    | 0                    | 11                   | 3                    |                      |
| 2016                 | Vijfde               | 3                    | 2                    | 1                    | 0                    | 5                    | 1                    |                      |
| 2017                 | Zesde                | 3                    | 1                    | 1                    | 1                    | 1                    | 1                    |                      |
| 2018                 | Verliezersronde      | 2                    | 0                    | 1                    | 1                    | 1                    | 4                    |                      |
| 2019                 | Groepsfase           | 3                    | 2                    | 0                    | 1                    | 6                    | 3                    |                      |
| 2021                 | Groepsfase           | 4                    | 2                    | 1                    | 1                    | 5                    | 3                    |                      |
| 2022                 | Tweede               | 3                    | 2                    | 0                    | 1                    | 3                    | 1                    |                      |
| 2023                 | Groepsfase           | 3                    | 0                    | 2                    | 1                    | 2                    | 3                    |                      |
| 2024                 | Tweede               | 5                    | 2                    | 2                    | 1                    | 5                    | 7                    |                      |
| 2025                 | Groepsfase           | 3                    | 1                    | 2                    | 0                    | 4                    | 1                    |                      |

## FIFA-wereldranglijst[2]
| 1993 | 1994 | 1995 | 1996 | 1997 | 1998 | 1999 | 2000 | 2001 | 2002 | 2003 | 2004 | 2005 | 2006 | 2007 | 2008 | 2009 | 2010 | 2011 | 2012 | 2013 | 2014 | 2015 | 2016 | 2017 | 2018 |
| ---- | ---- | ---- | ---- | ---- | ---- | ---- | ---- | ---- | ---- | ---- | ---- | ---- | ---- | ---- | ---- | ---- | ---- | ---- | ---- | ---- | ---- | ---- | ---- | ---- | ---- |
| 156  | 123  | 116  | 103  | 86   | 69   | 80   | 87   | 101  | 123  | 144  | 158  | 161  | 116  | 114  | 115  | 113  | 139  | 121  | 121  | 125  | 109  | 129  | 99   | 118  | 111  |

## Bekende spelers
NFA · 
Namibisch vrouwenelftal
1990 – 1999 ·
2000 – 2009 ·
2010 – 2019 ·
2020 − 2029
1990 · 
1991 · 
1992 · 
1993 · 
1994 · 
1995 · 
1996 · 
1997 · 
1998 · 
1999 · 
2000 · 
2001 · 
2002 · 
2003 · 
2004 · 
2005 · 
2006 · 
2007 · 
2008 · 
2009 · 
2010 · 
2011 · 
2012 · 
2013 · 
2014 ·
2015 ·
2016 ·
2017 ·
2018 ·
2019 ·
2020 ·
2021 ·
2022 ·
2023
Algerije ·
Angola ·
Benin ·
Botswana ·
Burkina Faso ·
Burundi ·
Comoren ·
Congo-Brazzaville ·
Congo-Kinshasa ·
Djibouti ·
Egypte ·
Equatoriaal-Guinea ·
Eritrea ·
Ethiopië ·
Gabon ·
Gambia ·
Ghana ·
Guinee ·
Guinee-Bissau ·
India ·
Ivoorkust ·
Kameroen ·
Kenia ·
Lesotho ·
Libanon ·
Liberia ·
Libië ·
Madagaskar ·
Malawi ·
Mali ·
Marokko ·
Mauritius ·
Mozambique ·
Niger ·
Nigeria ·
Oeganda ·
Rwanda ·
Saoedi-Arabië ·
Sao Tomé en Principe ·
Senegal ·
Seychellen ·
Swaziland ·
Tanzania ·
Togo ·
Tsjaad ·
Tunesië ·
Zambia ·
Zimbabwe ·
Zuid-Afrika